# Marcella Coremans
Marcella Godelieve Martha Coremans (Leuven, 16 oktober 1942) is een Belgische voormalige atlete, die gespecialiseerd was in het kogelstoten en het speerwerpen. Zij veroverde drie Belgische titels.

## Biografie
Coremans begon op haar vijftiende via haar broer met atletiek. In 1966 werd ze voor het eerst Belgisch kampioene kogelstoten..Ook de volgende twee jaren behaalde ze de Belgische titel in het kogelstoten. Als speerwerpster behaalde ze ook enkele medailles op de Belgische kampioenschappen.

### Clubs
Coremans was aangesloten bij Daring Club Leuven Atletiek. waar ze de eerste vrouwelijke atlete was. Ze was bij die club ook bestuurslid.

## Belgische kampioenschappen
| Onderdeel   | Jaar            |
| ----------- | --------------- |
| kogelstoten | 1966, 1967,1968 |

## Persoonlijke records
| Onderdeel   | Prestatie | Datum | Plaats |
| ----------- | --------- | ----- | ------ |
| kogelstoten | 13,22 m   | 1967  |        |
| speerwerpen | 40,66 m   | 1969  |        |

## Palmares

### kogelstoten
- 1961:  BK AC – 11,11 m
- 1963:  BK AC – 11,26 m
- 1964:  BK AC – 11,64 m
- 1965:  BK AC – 11,95 m
- 1966:  BK AC – 12,55 m
- 1967:  BK AC – 12,63 m
- 1968:  BK AC – 12,42 m
- 1969:  BK AC – 11,39 m

### speerwerpen
- 1964:  BK AC – 35,54 m
- 1966:  BK AC – 32,38 m
- 1967:  BK AC – 36,66 m
- 1968:  BK AC – 34,30 m
- 1969:  BK AC – 38,88 m